# Episodi di OK K.O.! (seconda stagione)
La seconda stagione della serie animata OK K.O.!, composta da 38 episodi, è stata trasmessa negli Stati Uniti, da Cartoon Network, dal 5 maggio 2018 al 30 giugno 2019.
In Italia è stata trasmessa dal 5 novembre 2018 all'8 agosto 2019.
| nº | Titolo originale                     | Titolo italiano               | Prima TV USA     | Prima TV Italia |
| -- | ------------------------------------ | ----------------------------- | ---------------- | --------------- |
| 1  | Seasons Change                       | Cambio di stagione            | 5 maggio 2018    | 5 novembre 2018 |
| 2  | Lord Cowboy Darrell                  | Il ritorno di Lord Boxman     | 5 maggio 2018    | 5 novembre 2018 |
| 3  | Plaza Film Festival                  | Plaza Film Festival           | 5 maggio 2018    |                 |
| 4  | Be a Team                            | Essere una squadra            | 5 maggio 2018    |                 |
| 5  | My Fair Carol                        | La mamma e il capo            | 12 maggio 2018   |                 |
| 6  | Let's Watch the Boxmore Show         | Telecamere di sicurezza       | 12 maggio 2018   |                 |
| 7  | Your World Is an Illusion            | Niente è reale                | 12 maggio 2018   |                 |
| 8  | The So-Bad-ical                      | Il supplente                  | 12 maggio 2018   |                 |
| 9  | Point to the Plaza                   | Il P.O.I.N.T. al Plaza        | 19 maggio 2018   |                 |
| 10 | T.K.O.'s House                       | La casa di TKO                | 19 maggio 2018   |                 |
| 11 | Red Action to the Future             | Furia Rossa nel futuro        | 19 maggio 2018   |                 |
| 12 | Dendy's Power                        | Le nuove carte potere         | 19 maggio 2018   |                 |
| 13 | Special Delivery                     | Due amici in viaggio          | 2 luglio 2018    |                 |
| 14 | Wisdom, Strength and Charisma        | Il primo giorno di scuola     | 2 luglio 2018    |                 |
| 15 | Bittersweet Rivals                   | Nemiche per la pelle          | 2 luglio 2018    |                 |
| 16 | Are You Ready for Some Megafootball? | La finale di Megafootball     | 2 luglio 2018    |                 |
| 17 | Mystery Sleepover                    | Il Pigiama Party              | 2 luglio 2018    |                 |
| 18 | Crossover Nexus                      | Il mondo degli eroi           | 8 ottobre 2018   | 3 giugno 2019   |
| 19 | Monster Party                        | La festa dei mostri           | 21 ottobre 2018  | 4 giugno 2019   |
| 20 | Super Black Friday                   | Super Black Friday            | 16 dicembre 2018 | 6 giugno 2019   |
| 21 | Final Exams                          | Esami finali                  | 12 maggio 2019   |                 |
| 22 | CarolQuest                           | Avventura con la mamma        | 12 maggio 2019   | 4 giugno 2019   |
| 23 | Soda Genie                           | La genietta della bibita      | 19 maggio 2019   | 3 giugno 2019   |
| 24 | Plaza Alone                          | Il compleanno di K.O.         | 19 maggio 2019   | 5 giugno 2019   |
| 25 | Boxman Crashes                       | Boxman trova ospitalità       | 26 maggio 2019   | 5 giugno 2019   |
| 26 | All in the Villainy                  | Scontri tra cattivi           | 26 maggio 2019   |                 |
| 27 | Sidekick Scouts                      | Assistente-scout              | 2 giugno 2019    | 10 giugno 2019  |
| 28 | Whacky Jaxxyz                        | Il gioco del Jack             | 2 giugno 2019    | 7 giugno 2019   |
| 29 | Project Ray Way                      | Sfida all'ultimo stile        | 9 giugno 2019    | 10 giugno 2019  |
| 30 | I Am Jethro                          | Io sono Jethro                | 9 giugno 2019    | 5 agosto 2019   |
| 31 | GarQuest                             | L' avventura di Gar           | 16 giugno 2019   | 7 giugno 2019   |
| 32 | Gar Trains Punching Judy             | Judy Pugno contro sua sorella | 16 giugno 2019   | 7 agosto 2019   |
| 33 | Beach Episode                        | Tutti al mare                 | 23 giugno 2019   | 5 agosto 2019   |
| 34 | OK A.U.! Alternate Universe          | OK UA Universo Alternativo    | 23 giugno 2019   | 7 agosto 2019   |
| 35 | K.O.'s Health Week                   | Lezioni salutari              | 30 giugno 2019   | 6 agosto 2019   |
| 36 | Rad's Alien Sickness                 | Un amico malato               | 30 giugno 2019   | 6 agosto 2019   |
| 37 | Dark Plaza                           | La resistenza                 | 30 giugno 2019   | 8 agosto 2019   |